# Медісон (фільм)
Медісон (англ. Madison) — американський кінофільм режисера Вільяма Байндлі, який вийшов на екрани в 2005 році.

## Сюжет
Джим Маккормік мріє виграти Золотий кубок в перегонах на гідропланах, яка проходитиме в Медісоні.

## У ролях
| Актор          | Роль |
| -------------- | ---- |
| Джеймс Кевізел | -    |
| Джейк Ллойд    | -    |
| Мері МакКормак | -    |
| Брюс Дерн      | -    |
| Пол Дулі       | -    |
| Брент Бріско   | -    |
| Марк Фаузер    | -    |
| Рід Даймонд    | -    |

## Знімальна група
- Режисер — Вільям Байндлі
- Сценарист — Вільям Байндлі
- Продюсер — Карл Амарі, Кріс Денніс, Рой Мілонці
- Композитор — Кевін Кайнер